# Anurutha
Anurutha, Anurut hay Anurathurat (năm 1737 - 31 tháng 12 năm 1819) vương hiệu đầy đủ Somdet Brhat Chao Maha Edama Varman Krung Sri Sadhana Kanayudha Udarattanaputri Rama Brahma Chakrapati Mahanayaka Maharjadhana Lan Chang Krung Klao Anuradhuratta, là một vua của Vương quốc Luang Phrabang, trị vì từ 3 tháng 2 năm 1792 đến 31 tháng 12 năm 1819.